# Meir Lubor Dohnal
Meir Lubor Dohnal (* 27. Mai 1938 in Prag,   Tschechoslowakei) ist ein tschechischer Drehbuchautor, Dramaturg, Regisseur, Schauspieler und Hochschullehrer.

## Leben
Nach dem Abitur am Gymnasium im Prager Stadtteil Libeň 1955 absolvierte er seinen Wehrdienst. Nach einer erfolglosen Bewerbung an der Film- und Fernsehfakultät der Akademie der Musischen Künste (FAMU), war er zunächst als Bauarbeiter tätig, bis er dort im zweiten Anlauf angenommen wurde. Von 1961 bis 1965 studierte er an der FAMU Dramaturgie bei Ivan Osvald (1916–1986).

### Filmschaffen
Von 1968 bis 1969 war er als Dramaturg beim staatlichen tschechoslowakischen Filmunternehmen ČSF (Československý film) in Bratislava-Koliba und von 1969 bis 1971 als Drehbuchautor in den Filmstudios Barrandov. Im Anschluss arbeitete er bis 1978 in verschiedenen handwerklichen Berufsfeldern. Nachdem er wie viele andere Künstler die Charta 77 unterzeichnet hatte, emigrierte er 1978 nach München, wo er als Drehbuchautor, Regisseur und Dramatiker sowie als Kolumnist bei Radio Free Europe arbeitete. Nach Gründung der Tschechischen Republik kehrte er wieder in seine Heimat zurück.

### Lehrtätigkeiten
1996 dozierte er an der Ludwig-Maximilians-Universität München (LMU) und gab Seminare für „tschechische Filmdramaturgie“ am Institut für Slavische Philologie (institut pro slovanskou filologii). Ab 1997 dozierte er an der FAMU, wurde dort 2002 als Lehrer an der Fakultät für Drehbuch und Dramaturgie fest übernommen und 2005 zum Professor ernannt. Dohnal veröffentlichte in mehreren Filmfachzeitschriften. 2009 wurde er in den Ruhestand versetzt.

## Mitgliedschaften
Dohnal ist Mitglied des künstlerischen Ausschusses der Akademie der musischen Künste in Prag (AMU), Mitglied des wissenschaftlichen und künstlerischen Vorstands der Hochschule für Musische Künste Bratislava (VŠMU). Er war von 1991 bis 2006 Vorstandsmitglied des Staatsfonds für Kinematographie (Státního fondu kinematografie). Zudem war er drei Jahre lang Vorsitzender und ist seit 2006 Mitglied der Geschäftsleitung Stiftung RWE & Barrandov Studio. Er ist Ehrenmitglied der Slowakischen Filmakademie.

## Filmografie
- 1963: Svatá Jana (Kurzfilm; Drehbuch und Schauspiel) – Regie: Elo Havetta
- 1966: Predpoved: Nula (Kurzfilm; Drehbuch und Schauspiel) – Regie: Elo Havetta
- 1967: Crucial Years (Kristove roky; Drehbuch mit Juraj Jakubisko) – Regie: Juraj Jakubisko
- 1969: Celebration in the Botanical Garden (Slávnost v botanickej záhrade; Drehbuch) – Regie: Elo Havetta
- 1971: Eine standesgemäße Ehe (Petrolejové lampy; Drehbuch mit Juraj Herz und Václav Šašek) – Regie: Juraj Herz
- 1981: Fürchte dich nicht, Jakob! (Drehbuch mit Radu Gabrea) – Regie: Radu Gabrea
- 1984: Marlene (Drehbuch mit Maximilian Schell) – Regie: Maximilian Schell
- 1984: Die Försterbuben (Drehbuch) – Regie: Peter Patzak
- 1987: Das weite Land (Adaption) – Regie: Luc Bondy
- 1993: Rosen-Emil (Rosenemil; Drehbuch mit Radu Gabrea) – Regie: Radu Gabrea
- 1995: Pevný bod (Regie und Drehbuch)
- 2010: 25 from the Sixties, or The Czechoslovak New Wave (25 ze sedesátých, aneb Ceskoslovenská nová vlna; er selbst) – Regie: Martin Sulík